# Kepler-92
Kepler-92 es una estrella situada en la constelación del Cisne. La estrella posee al menos tres planetas extrasolares conocidos, que conforman un sistema planetario.